# Dr.倫太郎
『Dr.倫太郎』（ドクターりんたろう）は、2015年4月15日から6月17日まで毎週水曜日22:00 - 23:00に、日本テレビ系の「水曜ドラマ」枠で放送された日本のテレビドラマ。主演は、本作が日本テレビの連続ドラマ初主演となる堺雅人で、中園ミホのオリジナル脚本。

## キャスト

### 慧南大学病院
日野 倫太郎（ひの りんたろう）〈41〉
演 - 堺雅人（中学時代：髙橋楓翔）
精神科医。独身で、愛犬とふたり暮らし。
少年時代に母が鬱病により自殺死した過去を持つ。
水島 百合子（みずしま ゆりこ）〈40〉
演 - 吉瀬美智子 （中学時代：白石南帆）
外科医。倫太郎の幼馴染。一番の理解者であり、身の回りの世話もする。蓮見外科主任教授の部下。
桐生 薫（きりゅう かおる）〈39〉
演 - 内田有紀
看護師。倫太郎のことを信頼し、医師として尊敬している。働きながら息子を育てるシングルマザー。
川上 葉子（かわかみ ようこ）〈26〉
演 - 高梨臨
研修医。倫太郎のファン。精神科を目指し倫太郎を慕って慧南大学病院に入った。
福原 大策（ふくはら だいさく）〈30〉
演 - 高橋一生
研修医。成績優秀で意欲的だが、人前で話したり初対面の人と話すのが苦手。密かに葉子に好意を抱いている。幼少期からクラシックバレエを習っていた。
宮川 貴博（みやがわ たかひろ）〈41〉
演 - 長塚圭史
精神科主任教授。医学論や治療法で、倫太郎とよく論争するライバル的存在。
患者の牧子からセクハラを受けたと訴えられる。
蓮見 榮介（はすみ えいすけ）〈52〉
演 - 松重豊
副病院長兼脳外科医主任教授。人前では笑顔を見せたり、自分の意見を口に出したりはせず、クールを装っている。
矢部 街子（やべ まちこ）〈39〉
演 - 真飛聖
精神科医。宮川精神科主任教授の部下。感情を表に出さず、「氷の女」と呼ばれる。宮川のためには労を惜しまない。
円能寺 一雄（えんのうじ かずお）〈59〉
演 - 小日向文世
慧南大学・慧南大学病院の理事長。病院以外に様々な事業を多角経営する大金持ち。大学発展のために倫太郎を呼び寄せた人物。

### 新橋 置屋
夢乃（ゆめの）〈29〉
演 - 蒼井優 （幼少期：木内心結）
新橋の置屋の売れっ子芸者。本名は相澤明良（あいざわあきら）。普段は愛想のない性格だが、芸者として座敷に入ると美しい舞踊とその愛嬌で客を魅了する。
母による児童虐待（ネグレクト）のトラウマを持ち、解離性同一性障害を患っている。
小夢（こゆめ）〈24〉
演 - 中西美帆
夢乃と同じ新橋の置屋に所属している後輩芸者。夢と憧れを持って芸者の世界に飛び込んできた新人。
益田 伊久美（ますだ いくみ）〈53〉
演 - 余貴美子
新橋の夢乃がいる置屋のお母さんであり、現役の芸者。夢乃の親代わり的存在。

### その他
荒木 重人（あらき しげと）〈52〉
演 - 遠藤憲一
開業医で、倫太郎の精神科医の先輩。倫太郎に慕われている。数年前、副院長の座を巡る内部争いに破れ、慧南大学病院を去った。
中畑 まどか（なかはた まどか）〈35〉
演 - 酒井若菜
倫太郎の妹。旧姓は日野。結婚したため「中畑」姓で、子どももいて、パートタイムの仕事をしながら主婦として堅実に生活している。
池 正行（いけ まさゆき）〈67〉
演 - 石橋蓮司
行政府報道長官。政権与党のスポークスマンを務める大物政治家。大政局での記者会見前には倫太郎のカウンセリングが欠かせない。
三枝（さえぐさ）
演 ‐ 住田隆
池の秘書。
相澤 るり子（あいざわ るりこ）〈55〉
演 - 高畑淳子
夢乃の母。いつも若い男を引き連れている。毒親であり、ギャンブルの費用と借金の返済を得るため、夢乃につきまとっては金を無心する。

### ゲスト
第1話
阿川 繭子（あがわ まゆこ）〈30〉
演 - 近藤春菜 （ハリセンボン）
OL。ビルの屋上から飛び降りようとする。
繭子の母親
演 - 高間智子

第2話
風間 信之介（かざま しんのすけ）〈60〉
演 - 辻萬長
大物小説家。自身の新作小説を酷評され、精神的に不安定になり入院する。担当医は宮川主任。
保坂 むつみ（ほさか むつみ）
演 - 堀内敬子
風間の秘書。長年にわたり風間を支えてきた。
内藤（ないとう）
演 - 渡辺憲吉
出版社社長。

第3話
小林 弓子（こばやし ゆみこ）
演 - 宮本真希
司の妻。重傷を負い緊急搬送されてくる。
小林 司（こばやし つかさ）
演 - 北村有起哉
弓子の夫。警視庁刑事部捜査二課長・警視。

第4話
三浦 牧子（みうら まきこ）
演 - マイコ
元プリマドンナ。未亡人で2年前に夫と死別して以来、鬱状態となり通院していたが、診察中に宮川からセクハラを受けたと訴える。
三浦 千果（みうら ちか）
演 - 井上琳水
牧子の娘。

第5話
大滝 ナミ（おおたき なみ）
演 - ハマカワフミエ
葉子の友人。福原が以前治療を行ったものの、ギャンブル依存症を再発し来院。
大滝 久美子（おおたき くみこ）
演 - 福井裕子
ナミの母。

第6話
星野 好美（ほしの よしみ）
演 - 山田真歩
ストーカー被害を訴え倫太郎の元に来院。

第7話
桐生 深也（きりう しんや）
演 - 平林智志
言語障害のある自閉症スペクトラム（カナータイプ自閉症）を持つ薫の息子。こども美術展の彫刻部門でグランプリを受賞し、サヴァン症候群であると判明した。
第8話
蓮見の過去の患者 / 里中 美月（さとなか みづき）
演 - 町田マリー
海馬付近まで浸潤のある脳腫瘍の患者。蓮見の外科手術を受けたが手術の結果、記憶を失い自分の母も見分けられなくなってしまった。

## スタッフ
- 脚本 - 中園ミホ、相内美生
- 原案 - 清心海『セラピューティック・ラブ』（KADOKAWA）
- 音楽 - 三宅一徳
- 演出 - 水田伸生[2]、相沢淳
- 精神科医協力 - 和田秀樹
- VFXスーパーバイザー - オダイッセイ
- OPタイトル - 影山達也
- 日舞・所作監修 - 花柳糸之
- 芸者監修 - 柳瀬真知子
- 邦楽監修 - 西川啓光
- 精神科医療監修 - 高橋祥光、古賀良彦、平安良雄
- 外科医療協力 - 松尾成吾
- 心理療法指導 - 田中あず見
- 外科医療監修 - 新村核
- スーパーバイザー - 霜田一寿（ザ・ワークス）、大垣一穂（ザ・ワークス）
- チーフプロデューサー - 神蔵克
- プロデューサー - 次屋尚、大塚英治（ケイファクトリー）
- 制作協力 - ケイファクトリー
- 製作著作 - 日本テレビ

## 放送日程
| 各話                                                      | 放送日  | サブタイトル                                            | 脚本     | 演出     | 症例                                 | 視聴率 |
| --------------------------------------------------------- | ------- | ------------------------------------------------------- | -------- | -------- | ------------------------------------ | ------ |
| 1                                                         | 4月15日 | 悩める子羊達よ、さぁ! あなたの心を診ましょうか          | 中園ミホ | 水田伸生 |                                      | 13.9%  |
| 2                                                         | 4月22日 | 恋愛は一過性の精神疾患のようなもの、そう僕は思っていた  | 中園ミホ | 水田伸生 | 短期精神病性障害                     | 13.2%  |
| 3                                                         | 4月29日 | 愛に包まれた夫婦に起きた真夜中のDV事件!?                | 相内美生 | 相沢淳   | レム睡眠行動障害                     | 13.7%  |
| 4                                                         | 5月06日 | 踊る精神科医と踊れないバレリーナ! セクハラ疑惑は突然に! | 中園ミホ | 水田伸生 | 演技性パーソナリティ障害             | 13.9%  |
| 5                                                         | 5月13日 | これは恋? 精神科医はギャンブル依存少女に賭ける!?        | 中園ミホ | 水田伸生 | ギャンブル依存症                     | 10.8%  |
| 6                                                         | 5月20日 | 愛と憎しみの境界線とは? 精神科医を襲うストーカー事件!   | 相内美生 | 相沢淳   | 境界性パーソナリティ障害、虚偽性障害 | 12.6%  |
| 7                                                         | 5月27日 | 心を閉ざした少年に起きた奇跡!? ボクがママを守る!        | 中園ミホ | 水田伸生 | 自閉症スペクトラム                   | 12.3%  |
| 8                                                         | 6月03日 | 白い巨塔の陰謀! 視力を失った脳外科医の野望と決断        | 相内美生 | 相沢淳   | 心因性視覚障害                       | 11.0%  |
| 9                                                         | 6月10日 | 絶体絶命のスキャンダル!? 仕組まれた破滅への道!          | 中園ミホ | 水田伸生 | 神経性大食症                         | 12.7%  |
| 10                                                        | 6月17日 | 一番大切なものとは? 人生をかけた最後の選択              | 中園ミホ | 水田伸生 | 急性ストレス障害                     | 13.0%  |
| 平均視聴率12.7%（視聴率は関東地区、ビデオリサーチ社調べ） |         |                                                         |          |          |                                      |        |